# BNK48
Le BNK48 sono un girl group di tipo idol thailandese formato nel 2017. Si tratta del terzo "gruppo gemellato" delle giapponesi AKB48 dopo le indonesiane JKT48 e le cinesi SNH48.
Il gruppo ha debuttato nell'agosto 2017 con il singolo Yak Cha Dai Phop Thoe, cover del brano Aitakatta delle AKB48 uscito nel 2006.
Il loro nome deriva da quello della città di Bangkok.

## Membro
Il numero di membri di una band cambia frequentemente a causa della nuova generazione di membri. La laurea E lo scambio di membri con fratelli e sorelle Il gruppo conta attualmente 59 membri, composto da 17 membri del Team BIII, 18 membri del Team NV e 24 tirocinanti, con Cherprang Areekul come leader, Punsikorn Tiyakorn come leader del Team BIII e Isarapa Thawatpakdee come leader del Team NV.

### Sistema Senbatsu
Perché il gruppo ha un gran numero di membri Rendendo difficile la distribuzione uniforme del tempo di trasmissione a tutti, è stato stabilito uno speciale sistema di selezione dei membri per ogni singolo. Questi membri sono indicati come "senbatsu" e avranno più tempo di trasmissione di altri fino alla fine del periodo promozionale per il singolo. La selezione del senbatsu è basata sui desideri della direzione. A meno che in alcuni casi i fan possano votare da soli. Di solito il senbatsu ha solo 16 persone per single. Tranne nel singolo "Kimi wa Melody" con 21 persone.
I membri che non sono selezionati come senbatsu in un singolo particolare sono chiamati "under" e sono responsabili dello scambio di posizioni con senbatsu nel caso in cui il senbatsu non sia in grado di partecipare.

### Divisione team
Lo scopo del team è quello di dividere i membri in gruppi in modo che ogni gruppo possa esibirsi a turno nel teatro della band, poiché ci sono spettacoli frequenti ogni settimana. La divisione del team si basa sui desideri della direzione e sulla selezione di Sembatsu. I membri che non sono stati promossi a una determinata squadra avranno lo status di apprendista (Kenkyuusei) e si esibiranno principalmente a teatro con i tirocinanti. Tutti i membri della band appena reclutati rimarranno nello stato di apprendista fino a quando non saranno promossi.
La loro prima squadra si chiamava Team BIII, che prendeva le prime lettere romane dal nome del gruppo come nome della squadra. Segue un numero romano che indica l'ordine della "Team B" in tutti i 48 gironi. In questo caso, la "Team B" del gruppo fondatore è la terza, poiché ha la Team B che precede due squadre, la Team B di AKB48 e il Team BII di NMB48

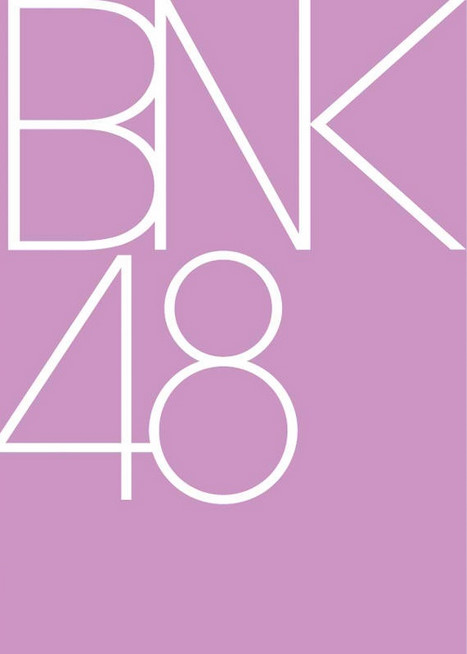
Logo BNK48

La seconda squadra del gruppo si chiama Team NV, che prende la seconda lettera romana dal nome del gruppo come nome della squadra. Segue un numero romano che indica l'ordine della "Team N" in tutti i 48 gruppi. In questo caso, la "Team N" del gruppo fondatore è la quinta, poiché la Team N ha preceduto le quattro squadre, Team N di NMB48, Team NII di SNH48, Team NIII di NGT48 e Team NIV di MNL48.

### La laurea
Tutti i membri hanno il diritto di lasciare la band senza dover attendere la fine del contratto. Di solito, l'uscita dal gruppo è "laureata" e per i membri si terrà una cerimonia di consegna dei diplomi presso il teatro del gruppo insieme ad altri membri della squadra a cui appartiene il membro. O a volte può invece essere tenuto come un concerto di laurea. Successivamente, i membri pubblicheranno le loro foto dal teatro. Sarà considerata come la fine della cerimonia completamente. I membri che hanno lasciato il gruppo non potranno più lavorare con il gruppo. Tuttavia, potrebbe essere ancora in BNK48 Office I motivi della laurea del membro sono vari. Ma il più delle volte è una questione educativa.

### Team BIII
La prima formazione del Team BIII (leggi B Three) è stata annunciata il 24 dicembre 2017, originariamente composta da 24 membri, con Pun come capitano e Jennis come vice capitano. C'è stato anche un annuncio di team shuffle il 16 novembre 2019, che ha spostato alcuni membri nel Team NV e alcuni tirocinanti sono stati promossi al Team BIII.
Dopo la laurea di alcuni membri e il mescolamento della squadra, la squadra ora è composta da 25 membri come segue:
| Nome d'arte | Nome d'arte | Nome di nascita              | Nome di nascita    | Data di nascita             | Luogo di nascita | Grado elettorale | Grado elettorale | Grado elettorale |
| Romanizzata | Vernacolare | Romanizzata                  | Vernacolare        | Data di nascita             | Luogo di nascita | 1                | 2                | 3                |
| ----------- | ----------- | ---------------------------- | ------------------ | --------------------------- | ---------------- | ---------------- | ---------------- | ---------------- |
| Cherprang   | เฌอปราง     | Cherprang Areekul            | เฌอปราง อารีย์กุล     | 2 maggio 1996 (26 anni)     | Songkhla         | 1                | 2                | -                |
| Earn        | เอิร์น        | Wachiraphon Phatthanaphanit  | วชิราพร พัฒนพานิช     | 3 dicembre 1998 (23 anni)   | Chaiyaphum       | -                | -                | 28               |
| Fame        | เฟม         | Nunthapak Kittirattanaviwat  | นันทภัค กิตติรัตนวิวัฒน์   | 15 ottobre 2004 (18 anni)   | Bangkok          | -                | -                | 32               |
| Grace       | เกรซ        | Virunpat Thamrongpantavanich | วัรัลพัชร ธำรงค์พันธวนิช | 2 agosto 2003 (19 anni)     | Bangkok          | -                | -                | 35               |
| Hoop        | ฮูพ          | Patalee Prasertteerachai     | ปาฏลี ประเสริฐธีระชัย  | 18 settembre 2002 (20 anni) | Chon Buri        | -                | -                | 17               |
| Jane        | เจน         | Kuljiranut Intarasin         | กุลจิราณัฐ อินทรศิลป์    | 23 marzo 2000 (22 anni)     | Pathum Thani     | 5                | 1                | -                |
| Jennis      | เจนนิษฐ์      | Jennis Oprasert              | เจนนิษฐ์ โอ่ประเสริฐ   | 4 luglio 2000 (22 anni)     | Phetchaburi      | 2                | 7                | -                |
| Jib         | จิ๊บ          | Suchaya Saenkhot             | สุชญา แสนโคต        | 4 luglio 2002 (20 anni)     | Lop Buri         | 32               | 32               | 34               |
| Kaew        | แก้ว         | Natruja Chutiwansopon        | ณัฐรุจา ชุติวรรณโสภณ   | 31 marzo 1994 (28 anni)     | Chon Buri        | 8                | 9                | -                |
| Kate        | เคท         | Korapat Nilprapa             | กรภัทร์ นิลประภา      | 9 giugno 2001 (21 anni)     | Phayao           | -                | -                | -                |
| Korn        | ก่อน         | Vathusiri Phuwapunyasiri     | วฑูศิริ ภูวปัญญาสิริ      | 21 gennaio 1999 (24 anni)   | Bangkok          | 28               | 24               | -                |
| Mean        | มีน          | Nathanya Dulyapol            | ณัฐธันยา ดุลยพล       | 8 luglio 2007 (15 anni)     | Chiang Mai       | -                | -                | 46               |
| Minmin      | มินมิน        | Rachaya Tupkunanon           | รชยา ทัพพ์คุณานนต์     | 20 marzo 1997 (25 anni)     | Bangkok          | 19               | 14               | 10               |
| Miori       | 美織        | Miori Okhubo                 | 大久保美織         | 30 settembre 1998 (24 anni) | Ibaraki          | 20               | 27               | 15               |
| Monet       | โมเน่ต์       | Parita Rirermkul             | ภริตา ริเริ่มกุล        | 4 agosto 2008 (14 anni)     | Bangkok          | -                | -                | -                |
| Myyu        | มายยู        | Khawisara Singplod           | กวิสรา สิงห์ปลอด      | 28 ottobre 1999 (23 anni)   | Bangkok          | -                | 45               | 42               |
| Niky        | นิกี้          | Warinrat Yolprasong          | วรินท์รัตน์ ยลประสงค์   | 26 gennaio 2005 (17 anni)   | Chiang Mai       | -                | 38               | 36               |
| Noey        | เนย         | Kanteera Wadcharathadsanakul | กานต์ธีรา วัชรทัศนกุล   | 9 aprile 1997 (25 anni)     | Samut Prakan     | 7                | 6                | 3                |
| Panda       | แพนด้า       | Jidrapha Chamchooy           | จิดาภา แช่มช้อย       | 10 ottobre 1997 (25 anni)   | Nakhon Pathom    | -                | 34               | -                |
| Peak        | พีค          | Phusita Watthanakronkeaw     | ภูษิตา วัฒนากรแก้ว     | 2 aprile 2004 (18 anni)     | Samut Prakan     | -                | -                | -                |
| Piam        | เปี่ยม        | Rinrada Inthaisong           | รินรดา อินทร์ไธสง     | 4 giugno 2003 (19 anni)     | Saraburi         | -                | -                | -                |
| Pun         | ปัญ          | Punsikorn Tiyakorn           | ปัญสิกรณ์ ติยะกร       | 9 novembre 2000 (22 anni)   | Bangkok          | 9                | 4                | -                |
| Wee         | วี           | Weeraya Zhang                | วีรยา จาง           | 23 ottobre 2001 (21 anni)   | Chon Buri        | 13               | 8                | 11               |
| Yayee       | ยาหยี        | Natthathida Asanani          | ณัฏฐธิดา อาสนานิ      | 9 ottobre 2001 (21 anni)    | Nong Khai        | -                | -                | -                |

### Team NV
La formazione del Team NV (leggi N Five) è stata annunciata durante la Pun's Birthday Stage il 16 novembre 2019. Il capitano e il vice capitano della squadra sono rispettivamente Tarwaan e Pupe.
Il team ora è composto da 26 membri come segue:
| Nome d'arte | Nome d'arte | Nome di nascita             | Nome di nascita    | Data di nascita             | Luogo di nascita    | Grado elettorale | Grado elettorale | Grado elettorale |
| Romanizzata | Vernacolare | Romanizzata                 | Vernacolare        | Data di nascita             | Luogo di nascita    | 1                | 2                | 3                |
| ----------- | ----------- | --------------------------- | ------------------ | --------------------------- | ------------------- | ---------------- | ---------------- | ---------------- |
| Earth       | เอิร์ธ        | Napason Siripanee           | นภสรณ์ ศิริปาณี        | 22 aprile 2002 (20 anni)    | Udon Thani          | -                | -                | 48               |
| Eve         | อีฟ          | Issaree Taweegulpanit       | อิสรีย์ ทวีกุลพาณิชย์     | 22 gennaio 2003 (20 anni)   | Yasothon            | -                | -                | -                |
| Fond        | ฟ้อนด์        | Natticha Chantaravareelekha | ณัฐทิชา จันทรวารีเลขา  | 3 dicembre 2002 (20 anni)   | Prachuap Khiri Khan | 26               | 16               | 9                |
| Gygee       | จีจี้          | Nattakul Pimthongchaikul    | ณัฐกุล พิมพ์ธงชัยกุล     | 4 ottobre 2001 (21 anni)    | Bangkok             | -                | 23               | 12               |
| Jaa         | จ๋า          | Napaphat Worraphuttanon     | ณปภัช วรพฤทธานนท์    | 20 gennaio 2003 (19 anni)   | Bangkok             | 24               | 33               | 30               |
| Kaimook     | ไข่มุก        | Warattaya Deesomlert        | วรัทยา ดีสมเลิศ       | 27 agosto 1997 (25 anni)    | Bangkok             | 15               | 17               | 14               |
| Kaofrang    | ข้าวฟ่าง      | Yanisa Muangkam             | ญาณิศา เมืองคำ       | 15 novembre 2002 (20 anni)  | Bangkok             | -                | -                | -                |
| Mobile      | โมบายล์      | Pimrapat Phadungwatanachok  | พิมรภัส ผดุงวัฒนะโชค   | 9 luglio 2002 (20 anni)     | Bangkok             | 4                | 5                | 1                |
| Music       | มิวสิค        | Praewa Suthamphong          | แพรวา สุธรรมพงษ์     | 24 febbraio 2001 (21 anni)  | Bangkok             | 3                | 3                | 2                |
| Namneung    | น้ำหนึ่ง       | Milin Dokthian              | มิลิน ดอกเทียน        | 11 novembre 1996 (26 anni)  | Sing Buri           | 10               | 10               | 4                |
| Namsai      | น้ำใส        | Pichayapa Natha             | พิชญาภา นาถา        | 26 ottobre 1999 (age 23)    | Bangkok             | 30               | 36               | -                |
| New         | นิว          | Chanyapuk Numprasop         | ชัญญาภัค นุ่มประสพ     | 2 gennaio 2003 (age 19)     | Bangkok             | -                | 28               | 21               |
| Nine        | นาย         | Phattharanarin Mueanrit     | ภัทรนรินทร์ เหมือนฤทธิ์  | 11 novembre 2000 (22 anni)  | Nakhon Sawan        | -                | 48               | 39               |
| Orn         | อร          | Patchanan Jiajirachote      | พัศชนันท์ เจียจิรโชติ    | 3 febbraio 1997 (25 anni)   | Bangkok             | 6                | 12               | -                |
| Paeyah      | ปาเอญ่า      | Nippitcha Pipitdaecha       | นิพพิชฌาน์ พิพิธเดชา    | 14 maggio 2005 (17 anni)    | Bangkok             | -                | -                | 24               |
| Pampam      | แพมแพม      | Sarisa Worasuntjorn         | สาริศา วรสุนทร       | 3 luglio 2003 (19 anni)     | Nakhon Ratchasima   | -                | -                | 25               |
| Pancake     | แพนเค้ก      | Pitthayaporn Kiatthitinan   | พิทยาภรณ์ เกียรติฐิตินันท์ | 6 febbraio 2007 (15 anni)   | Bangkok             | -                | -                | 43               |
| Phukkhom    | ผักขม        | Sirikarn Shinnawatsuwan     | สิริการย์ ชินวัชร์สุวรรณ  | 28 febbraio 1998 (24 anni)  | Samut Prakan        | 25               | 26               | 19               |
| Popper      | ป๊อปเป้อ      | Pinyada Jungkanjana         | พิณญาดา จึงกาญจนา    | 13 settembre 1998 (24 anni) | Ubon Ratchathani    | -                | -                | 29               |
| Pupe        | ปูเป้         | Jiradapa Intajak            | จิรดาภา อินทจักร      | 18 gennaio 1998 (25 anni)   | Chiang Rai          | 12               | 11               | 8                |
| Ratah       | รตา         | Ratah Chinkrajangkit        | รตา ชินกระจ่างกิจ     | 27 marzo 2002 (20 anni)     | Chiang Mai          | -                | 31               | 41               |
| Satchan     | さっちゃん  | Sachiya Hanami              | 花見咲知弥         | 13 dicembre 2003 (19 anni)  | Bangkok             | 17               | 18               | -                |
| Satchan     | さっちゃん  | Sawitchaya Kajonrungsilp    | สวิชญา ขจรรุ่งศิลป์     | 13 dicembre 2003 (19 anni)  | Bangkok             | 17               | 18               | -                |
| Stang       | สตางค์       | Tarisa Preechatangkit       | ตริษา ปรีชาตั้งกิจ      | 22 ottobre 2003 (19 anni)   | Bangkok             | -                | 19               | 20               |
| Tarwaan     | ตาหวาน      | Isarapa Thawatpakdee        | อิสราภา ธวัชภักดี      | 18 dicembre 1996 (26 anni)  | Nakhon Pathom       | 11               | 13               | 7                |
| Yoghurt     | โยเกิร์ต      | Nopparada Leartviriyaporn   | นพรดา เลิศวิริยะพร    | 10 novembre 2004 (18 anni)  | Bangkok             | -                | -                | 38               |

### Trainee
I membri che non sono promossi a nessuna squadra sono classificati come trainee (giapponese: 研究生 kenkyūsei). Ora ci sono 16 tirocinanti come segue:
| Nome d'arte | Nome d'arte | Nome di nascita              | Nome di nascita   | Data di nascita             | Luogo di nascita  | Grado elettorale | Grado elettorale | Grado elettorale |
| Romanizzata | Vernacolare | Romanizzata                  | Vernacolare       | Data di nascita             | Luogo di nascita  | 1                | 2                | 3                |
| ----------- | ----------- | ---------------------------- | ----------------- | --------------------------- | ----------------- | ---------------- | ---------------- | ---------------- |
| Berry       | เบอร์รี่       | Jirapinya Chantawannakul     | จิรภิญญา จันทวรรณกูร  | 23 luglio 2005 (17 anni)    | TBA               | -                | -                | -                |
| Emmy        | เอมมี่        | Ornnitcha Phromsupa          | อรณิชชา พรหมสุภา    | 13 settembre 2007 (15 anni) | TBA               | -                | -                | -                |
| Janry       | แจนรี่        | Kalnyarat Panphiphat         | กัลยารัตน์ ปั้นพิพัฒน์    | 3 gennaio 2008 (14 anni)    | TBA               | -                | -                | -                |
| Jaokhem     | เจ้าเข็ม      | Chanikhan Busadee            | ชนิกานต์ บุษดี        | 12 ottobre 2003 (19 anni)   | Bangkok           | -                | -                | -                |
| Khamin      | ขมิ้น         | Manipha Roopanya             | มณิภา รู้ปัญญา        | 23 aprile 1999 (23 anni)    | Khon Kaen         | 22               | 35               | -                |
| L           | แอล         | Sirikorn Nilkasap            | สิริกร นิลกษาปน์      | 13 febbraio 2003 (19 anni)  | TBA               | -                | -                | -                |
| Marine      | มารีน        | Kotchapon Ponchokchai        | กชพร พรโชคชัย      | 29 aprile 2006 (16 anni)    | TBA               | -                | -                | -                |
| Micha       | มิชา         | Naththarinee Kusolphat       | ณัฐรินีย์ กุศลพัฒน์      | 12 giugno 2007 (15 anni)    | TBA               | -                | -                | -                |
| Mind        | มายด์        | Panisa Srilaloeng            | ปณิศา ศรีละเลิง      | 6 settembre 2001 (21 anni)  | Nakhon Ratchasima | 16               | 21               | 26               |
| Nene        | เนเน่        | Thanida Akarawuthi           | ธนิดา อัครวุฒิ        | 1 marzo 2001 (21 anni)      | TBA               | -                | -                | -                |
| Pakwan      | พาขวัญ       | Pakwan Noijaiboon            | พาขวัญ น้อยใจบุญ     | 18 febbraio 2000 (22 anni)  | Sakon Nakhon      | -                | 44               | -                |
| Palmmy      | ปาล์มมี่       | Punyisa Kaewsawang           | ปุญญิสา แก้วสว่าง     | 28 ottobre 2003 (19 anni)   | TBA               | -                | -                | -                |
| Patt        | แพท         | Pattra Theeravas             | ภัทรา ธีระวาส       | 17 giugno 2008 (14 anni)    | TBA               | -                | -                | -                |
| Pim         | พิม          | Nicharee Wachiralapphaithoon | ณิชารีย์ วชิรลาภไพฑูรย์ | 26 febbraio 2006 (16 anni)  | Bangkok           | -                | -                | -                |
| Sindy       | ซินดี้         | Kitchaya Udomboondee         | กฤตชญา อุดมบุญดี     | 3 aprile 2009 (13 anni)     | TBA               | -                | -                | -                |
| Wawa        | วาว่า        | Phimnalrat Lumyai            | พิมพ์นเรศ ลำใย      | 11 agosto 2009 (13 anni)    | TBA               | -                | -                | -                |

## Ex membri
Come il suo gruppo gemello, l'abbandono del gruppo è noto come laurea. I membri laureati sono i seguenti:
| Nome d'arte | Nome d'arte | Nome di nascita             | Nome di nascita     | Data di nascita             | Luogo di nascita  | Data di laurea                     |
| Romanizzata | Vernacolare | Romanizzata                 | Vernacolare         | Data di nascita             | Luogo di nascita  | Data di laurea                     |
| ----------- | ----------- | --------------------------- | ------------------- | --------------------------- | ----------------- | ---------------------------------- |
| Kidcat      | คิดแคต       | Watsamon Phongwanit         | วรรษมณฑ์ พงษ์วานิช     | 1 novembre 2001 (21 anni)   | Bangkok           | 23 settembre 2017                  |
| Cincin      | ซินซิน        | Irada Tavachphongsri        | ไอรดา ธวัชผ่องศรี      | 7 novembre 2000 (22 anni)   | Bangkok           | 18 novembre 2017                   |
| Jan         | แจน         | Jetsupa Kruetang            | เจตสุภา เครือแตง      | 8 aprile 1994 (28 anni)     | Sing Buri         | 28 febbraio 2018                   |
| Namhom      | น้ำหอม       | Christin Larsen             | คริสติน ลาร์เซ่น        | 17 giugno 2002 (20 anni)    | Sisaket           | 12 febbraio 2018                   |
| Can         | แคน         | Nayika Srinian              | นายิกา ศรีเนียน        | 10 novembre 1997 (25 anni)  | Bangkok           | 26 agosto 2018                     |
| Maysa       | เมษา        | Mesa Chinavicharana         | เมษา จีนะวิจารณะ      | 8 aprile 1999 (23 anni)     | Bangkok           | 21 ottobre 2018                    |
| Deenee      | ดีนี่          | Pimnipa Tungsakul           | พิมพ์นิภา ตั้งสกุล        | 28 novembre 2001 (21 anni)  | Bangkok           | 11 agosto 2019                     |
| Aom         | ออม         | Punyawee Jungcharoen        | ปุณยวีร์ จึงเจริญ        | 20 settembre 1995 (27 anni) | Chiang Mai        | 27 agosto 2019 (spostato in CGM48) |
| Izurina     | いずりな    | Rina Izuta                  | 伊豆田 莉奈         | 26 novembre 1995 (27 anni)  | Saitama, Giappone | 27 agosto 2019 (spostato in CGM48) |
| Cake        | เค้ก         | Nawaporn Chansuk            | นวพร จันทร์สุข         | 18 novembre 1996 (26 anni)  | Bangkok           | 27 settembre 2019                  |
| Maira       | มัยร่า        | Maira Kuyama                | มะอิระ คูยามา         | 24 febbraio 1997 (25 anni)  | Bangkok           | 7 dicembre 2019                    |
| Natherine   | แนทเธอรีน    | Dusita Kitisarakunchai      | ดุสิตา กิติสาระกุลชัย     | 11 novembre 1999 (23 anni)  | Bangkok           | 16 febbraio 2020                   |
| Oom         | อุ้ม          | Natcha Krisdhasima          | ณัชชา กฤษฎาสิมะ       | 29 settembre 2002 (20 anni) | Bangkok           | 16 febbraio 2020                   |
| Nink        | นิ้ง          | Mananya Kaoju               | มนัญญา เกาะจู         | 3 febbraio 2000 (22 anni)   | Samut Sakhon      | 16 febbraio 2020                   |
| Kheng       | เข่ง         | Juthamas Khonta             | จุฑามาศ คลทา         | 26 marzo 2000 (22 anni)     | Samut Prakan      | 4 dicembre 2020                    |
| Fifa        | ฟีฟ่า         | Paweethida Sakunpipat       | ปวีณ์ธิดา สกุลพิพัฒน์      | 6 novembre 2001 (21 anni)   | Bangkok           | 23 dicembre 2020                   |
| Faii        | ฝ้าย         | Sumitra Duangkaew           | สุมิตรา ดวงแก้ว        | 28 giugno 1996 (26 anni)    | Lamphun           | 18 marzo 2021                      |
| Jeje        | จีจี้          | Natkritta Sangdamhru        | ณัฐกฤตา สังดำหรุ       | 11 settembre 2005 (17 anni) | Bangkok           | 19 marzo 2021                      |
| Juné        | จูเน่         | Plearnpichaya Komalarajun   | เพลินพิชญา โกมลารชุน   | 4 luglio 2000 (22 anni)     | Bangkok           | 2 giugno 2021                      |
| Mewnich     | มิวนิค        | Nannaphas Loetnamchoetsakul | นันท์นภัส เลิศนามเชิดสกุล | 11 marzo 2002 (20 anni)     | Samut Prakan      | 1 ottobre 2021                     |
| Bamboo      | แบมบู        | Janista Tansiri             | จณิสตา ตันศิริ          | 3 settembre 2002 (20 anni)  | Samut Prakan      | 29 maggio 2022                     |
| View        | วิว          | Kamonthida Rotthawinithi    | กมนธิดา โรจน์ทวีนิธิ     | 28 maggio 2004 (18 anni)    | Nonthaburi        | 30 maggio 2022                     |

## Discografia

### Album in studio
- 2018 - River
- 2019 - Jabaja
- 2021 - Warota People

### Singoli
- 2017 - Aitakatta – Yak Cha Dai Phop Thoe
- 2017 - Koi Suru Fortune Cookie – Khukki Siangthai
- 2018 - Shonichi – Wan Raek
- 2018 - Kimi wa Melody – Thoe Khue Melodi
- 2018 - BNK Festival
- 2019 - Beginner
- 2019 - 77 no Suteki na Machi e – 77 Din Daen Saen Wi Set
- 2020 - High Tension
- 2020 - Heavy Rotation

## Premi
- Thailand Zocial Awards
  - 2018: "Best Group Artist on Social Media"
  - 2019: "Artist groups with outstanding results on social media"
- The Guitar Mag Awards
  - 2018: "Single Hit of the Year" (Khukki Siangthai)
- JOOX Thailand Music Awards
  - 2018: "New Face Artist of the Year"
- MThai Top Talk-About
  - 2018: "Top Talk-About Artist"
- Press Award
  - 2018: "Best Artist"
- Kazz Awards
  - 2018: "Best Artist", "Best New Artist"
  - 2019: "Beloved KAZZ Magazine (Female)"
- Siamdara Star Awards
  - 2018: "Top Group Artist", "Hit song" (Khukki Siangthai)
- Maya Awards
  - 2018: "Most Popular Group Artist of the Year"
- Bioscope Awards
  - 2019: "New artists to watch"
- Home Awards
  - 2019: "People Choice (Female)"
- LINE Stickers Awards
  - 2019: "Public heart sticker"